# Klinická výživa
Klinická výživa pomáhá léčebně ovlivnit stav organismu a jeho tělesné procesy.
Hledá způsoby, jak využít výživu jako nástroj pro podporu zdraví a účinnou léčbu.
Podobně jako může být nedostatečná výživa důvodem progrese nemoci, může být cílená nutriční intervence významným preventivním i léčebným faktorem.
Nedílnou součástí klinické výživy je enterální klinická výživa.

## Enterální klinická výživa
Enterální klinická výživa znamená nutriční podporu „potravinami pro zvláštní lékařské účely“.
Existují dvě cesty podávání:
Sipping je určený pro pacienty s funkčním trávicím traktem, u nichž se nedaří dietní úpravou udržet dostatečný perorální příjem a tělesnou hmotnost. Většinou se jedná o kompletní a vyváženou tekutou stravu vyvinutou pro pacienty se zvýšenou potřebou energie a živin. Mezi sipping patří i speciálně připravené přípravky pro určité skupiny pacientů, např. pacienty s proleženinami, s diabetem, apod.
Sondová výživa je určena pro pacienty, kteří nemohou potravu či sipping přijímat ústy. Sondová výživa je vždy nutričné kompletní, tzn. obsahuje všechny nezbytné živiny, minerály, vitamíny a stopové prvky.
Přípravky enterální výživy můžeme rozdělit na:
- standardní (polymerní) – přípravek obsahuje celé nenaštěpené živiny
- oligomerní (peptidová) – přípravek obsahuje již naštěpené proteiny ve formě peptidů
- speciální – vyvinuté speciálně pro jednotlivá onemocnění